# Brasserie Au Baron
La Brasserie Au Baron est une brasserie artisanale, traditionnelle et familiale située à Gussignies dans le département du Nord. 
Elle est exploitée par la société Au Baron.

## Historique
A l'origine, le café "Au Baron" abreuvait les ouvriers qui travaillaient dans les carrières de marbre, durant cette période, la famille Bailleux, brasseurs de père en fils depuis 1879, créateurs de la brasserie et actuels exploitants sont à l'œuvre de l'autre côté de la frontière à la Brasserie Cavenaile à Dour. Désiré Bailleux y est un maitre brasseur reconnu et son petit-fils Roger le rejoindra, dans la maison du brasseur installée dans la cour de la Brasserie naitront ses 2 enfants, Alain et Martine.
A cause de l'industrialisation brassicole, la famille connaitra la fermeture de la brasserie, ce qui conduira Roger à aller au Congo Belge pour rejoindre la Brasserie Katanga. À la suite de l'indépendance de la colonie, il ira travailler à la Brasserie Barré à Valenciennes puis chez Kanterbraü à Nantes puis à Sochaux. A cause de la concentration des outils de production, Roger devra démanteler ses 2 usines et se retrouvera jeune retraité et il emménagera dans sa maison de campagne avec sa famille à Gussignies. 
En 1973, Alain décide de faire l'acquisition du café "Au Baron", le petit bistrot du village juste en face de la maison de ses parents. Il y rencontre Danielle, son épouse et ensemble, ils se lancent dans la restauration. Face à leur succès grandissant ils construisent une salle de restaurant où de succulentes grillades sont préparées dans une ancienne cuve de brasserie, récupérée par Roger chez Kanterbraü.
Plus tard, Alain et Roger se lancent un défi: créer une brasserie artisanale avec des bières traditionnelles qui sentent les céréales et la levure, comme Roger les brassaient au début de sa carrière. Et le 8 Juin 1989, le village inaugura sa brasserie avec La Saison Saint-Médard, une bière inspirée des fermes-brasseries d'autrefois. 
Depuis quelques années, les enfants d'Alain et Danielle, Florence et Xavier ont repris les rênes de l'entreprise familiale et continuent de faire prospérer le Baron en développement le restaurant et la brasserie ainsi qu'en annexe: une boutique, des salles de séminaire et un gîte. 

## Bières
| Nom                              | Date de sortie | Type                     | Degré | Conditionnement   |
| -------------------------------- | -------------- | ------------------------ | ----- | ----------------- |
| Saison Saint-Médard Ambrée       | 8 Juin 1989    | Bière ambrée             | 7°    | Bouteille de 75cl |
| Saison Saint-Médard Brune        | Hiver 1989     | Bière brune              | 7°    | Bouteille de 75cl |
| Cuvée des Jonquilles             | Printemps 1990 | Bière blonde             | 7°    | Bouteille de 75cl |
| Noblesse Oblige                  | 2015           | Bière blonde             | 4.7°  | Bouteille de 75cl |
| Lèse Majesté                     | 2018           | Bière grisette           | 4.8°  | Bouteille de 75cl |
| Saison Saint-Médard Triple       | 2024           | Bière blonde             | 9.5°  | Bouteille de 75cl |
| Cuvée des Jonquilles sans alcool | 2024           | Bière blonde sans alcool | 0°    | Bouteille de 75cl |

Certaines des bières ont un nom assez symboliques:
- Saint-Médard est le saint patron de la ville de Gussignies ainsi que le protecteur des récoltes et des moissons
- La Cuvée des Jonquilles est appelée ainsi car en Mars dans la ville de Gussignies, il y a des jonquilles partout (mais pas dans la composition de la bière!) 
En 2015, la Noblesse Oblige fait son apparition, à l'origine la bière fut créée en collaboration avec la Brasserie Jester King située à Austin au Texas, cette bière blonde composée d'un houblon exotique aux saveurs de litchi ainsi que du miel entrera dans la gamme permanente de la Brasserie Au Baron. 
Tout au long de l'année, Au Baron vous propose une gamme éphémère en édition limitée ou sur une période déterminée. Par exemple, vous pouvez retrouvez la Old Man Winter qui est la fameuse bière d'Hiver.  